# Skensmultron
Skensmultron (Potentilla indica) är en rosväxtart som först beskrevs av Gábor Gabriel Andreánszky, och fick sitt nu gällande namn av Nathanael Matthaeus von Wolf. Skensmultron ingår i släktet fingerörter och familjen rosväxter Arten förekommer tillfälligt i Sverige, men reproducerar sig inte. Utöver nominatformen finns också underarten P. i. microphylla.

## Bildgalleri

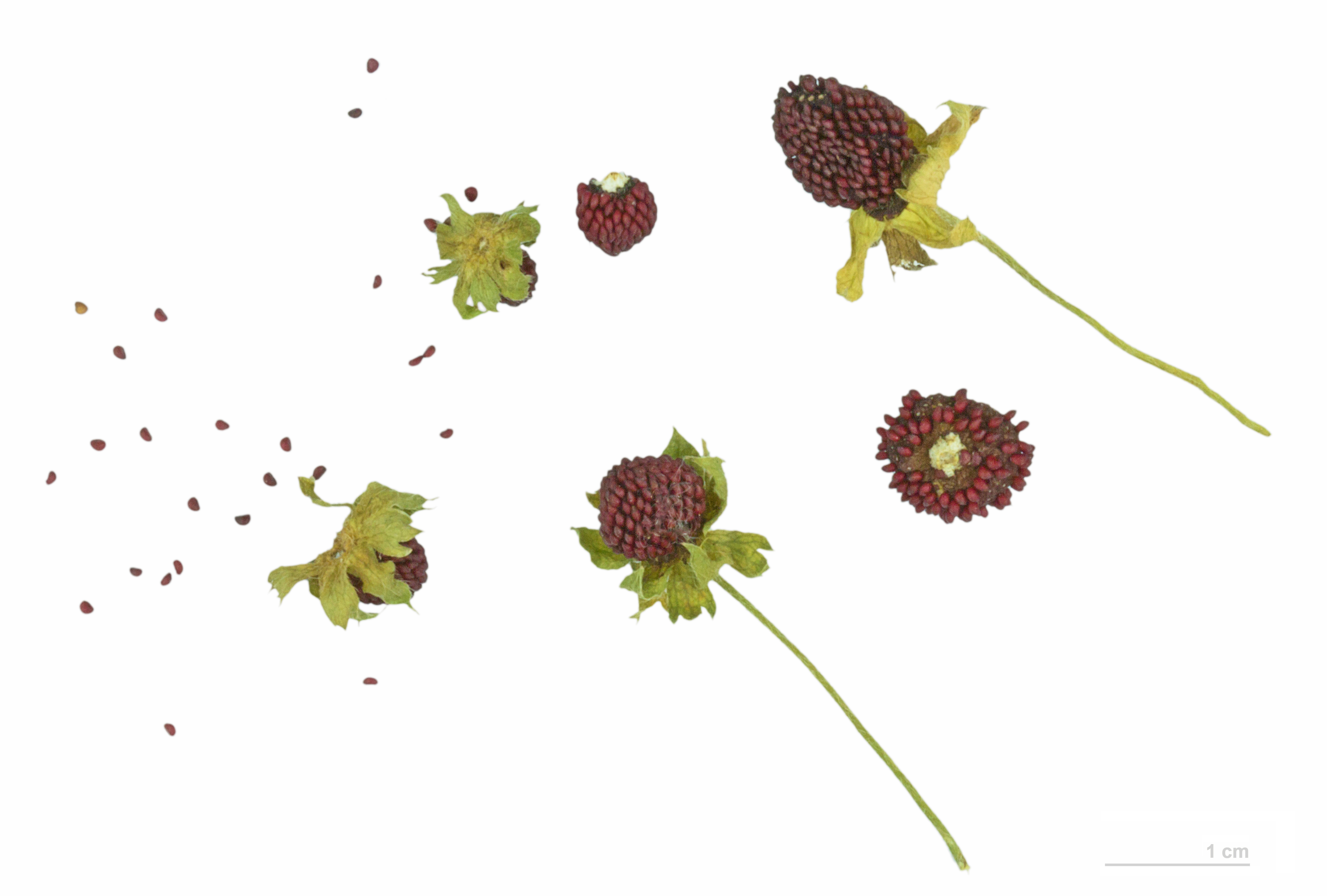
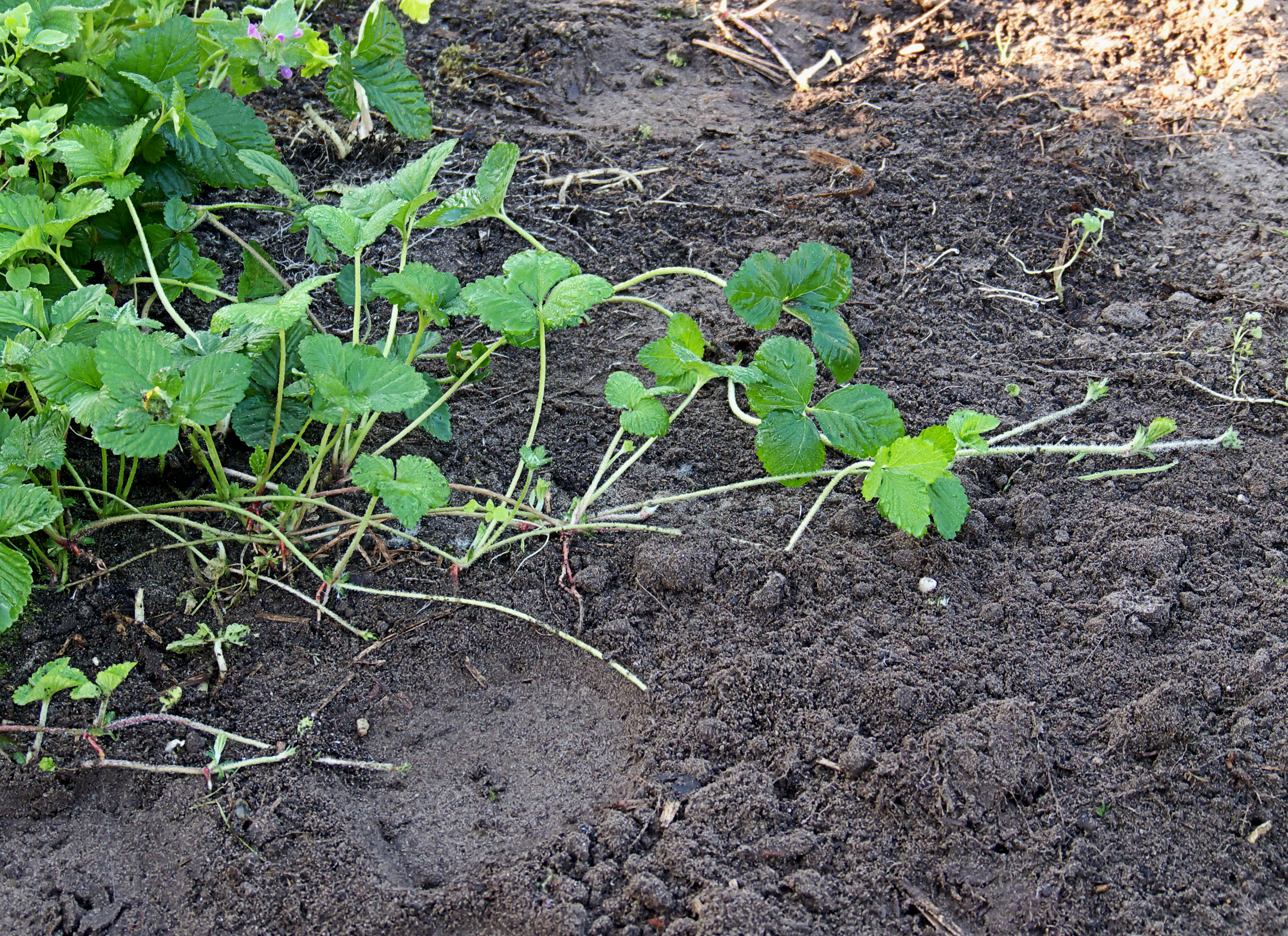
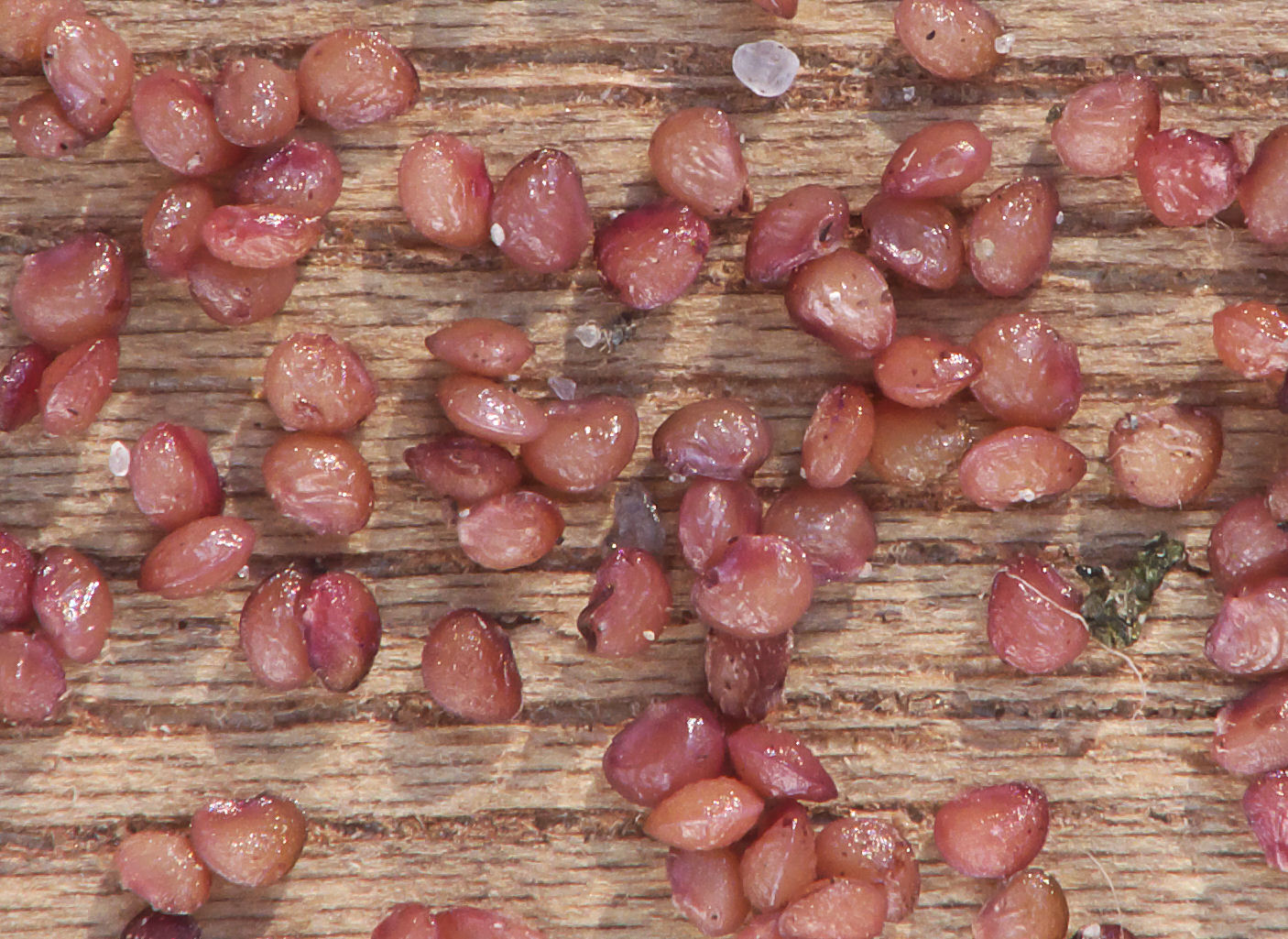
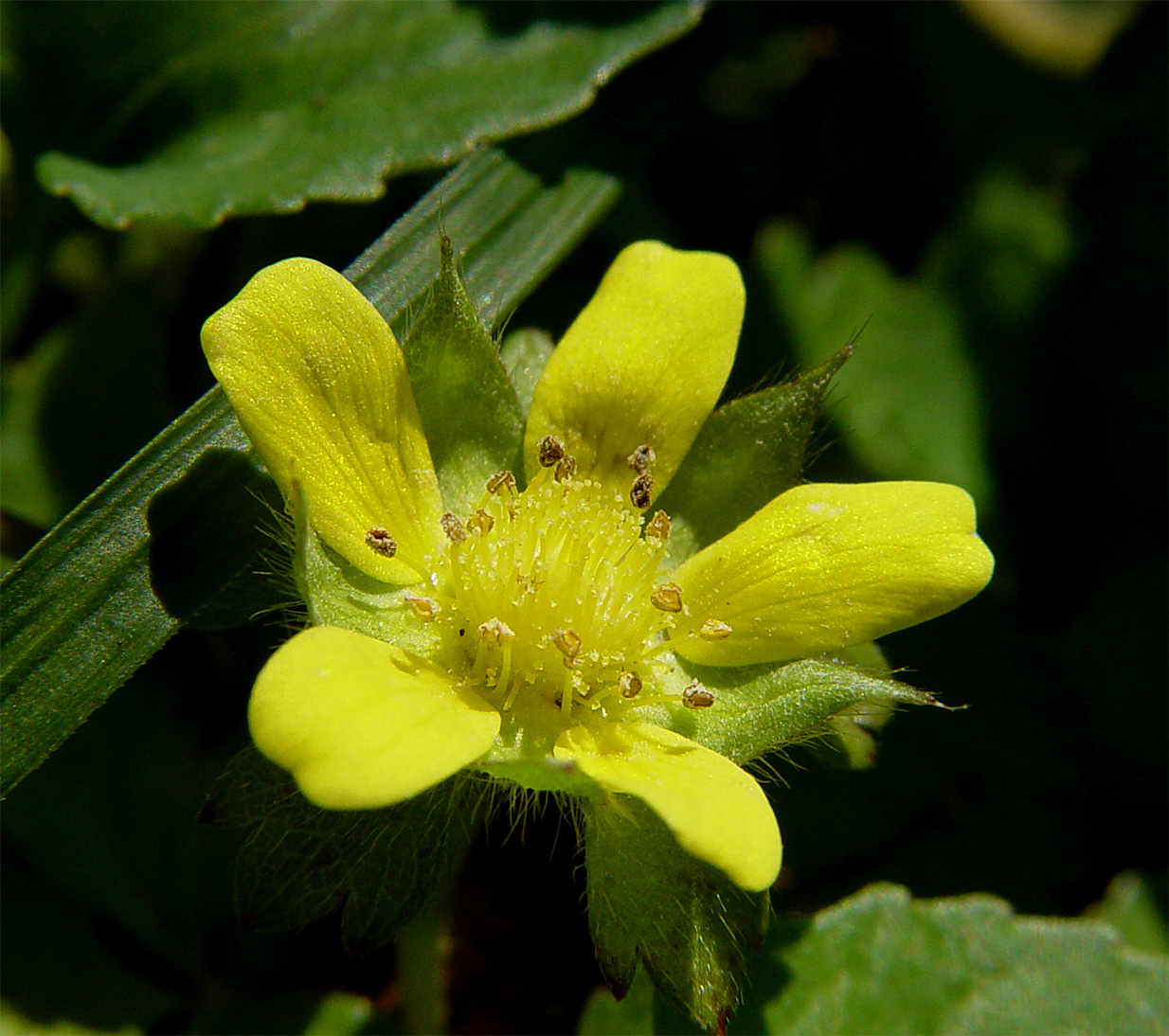
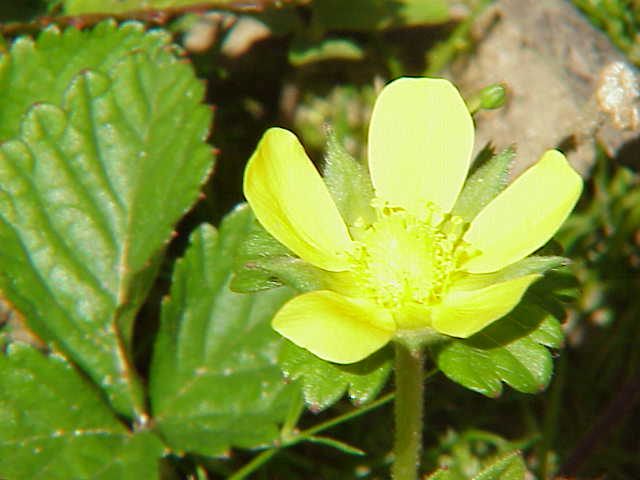
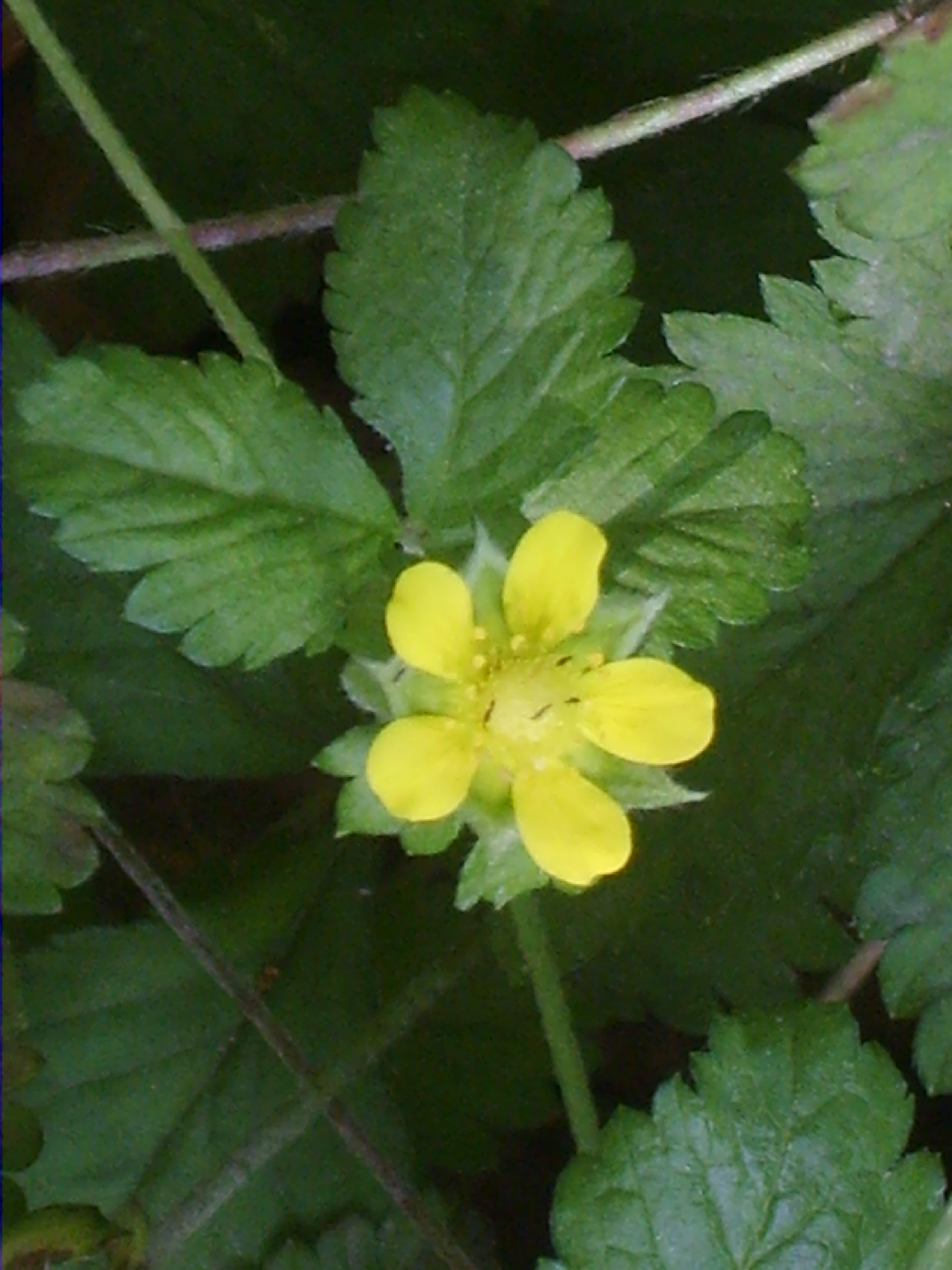